# Alkalibacter
Alkalibacter è un genere di batterio appartenente alla famiglia delle Eubacteriaceae.